# Accademia della lingua e della letteratura persiana
L'Accademia della lingua e della letteratura persiana (nome ufficiale in lingua originale فرهنگستان زبان و ادب فارسی; AFI: farhangestɒn e zabɒn-o adabe fɒrsi) è un'istituzione controllata dal governo iraniano che regolamenta l'uso della Lingua persiana in Iran ed in altri paesi di lingua persiana. I membri sono accademici di lingua e letteratura persiana provenienti da Iran, Tagikistan, Afghanistan e Uzbekistan.
L'Accademia fu fondata nel 1935. Mohammad Ali Foroughi e Ali Asghar Hekmat ne furono i più importanti fondatori.
Sin dalla sua fondazione, tra i membri dell'Accademia hanno figurato importanti protagonisti della scena letteraria e celebri studiosi e iranisti come:
- Abbas Eqbal Ashtiani
- Abdolazim Gharib
- Ahmad Matin-Daftari
- Ali Akbar Dehkhoda
- Ali Akbar Siyasi
- Ali Asghar Hekmat
- Badiozzaman Forouzanfar
- Ebrahim Poordavood
- Homayun Foruzanfar
- Isa Sadiq
- Mahmoud Hessaby
- Mohammad Ali Foroughi
- Mohammad Ali Jamalzadeh
- Mohammad Ghazvini
- Mohammad Hejazi
- Mohammad Taghi Bahar
- Qasem Ghani
- Rashid Yasemi
- Said Nafisi
- Zabihollah Safa

Ne hanno fatto parte anche studiosi stranieri come:
- Arthur Christensen (Danimarca)
- Henry Masset (Francia)
- Hussain Haykal (Egitto)
- Raf'at Pasha (Egitto)
- Jan Rypka (Cecoslovacchia)

## Finalità e attività
La principale occupazione dell'Accademia è stata creare ed approvare gli equivalenti in persiano di termini stranieri sia d'uso comune che tecnici. La legge iraniana richiede che questi termini equivalenti vengano usati in tutte le comunicazioni ufficiali di membri del governo e di aziende controllate dallo stato, oltre che nei nomi dei prodotti di tutte le aziende private.
Ha anche elaborato l'ortografia ufficiale della lingua persiana, chiamata  Dastur-e Xatt-e Farsi.
L'Accademia promuove attività di ricerca sulla lingua e sulla letteratura persiana e su altre lingue iraniche, sulla tradizione persiana, e sulla cultura iraniana.

## I membri
Fino ad oggi presidenti dell'Accademia sono stati Hassan Habibi (in precedenza vicepresidente) e Gholam Ali Haddad-Adel, che attualmente è portavoce del Majlis (Parlamento) dell'Iran.
I membri dell'Accademia (permanenti e associati) sono scelti tra i professori di letteratura e lingua persiana originari sia dell'Iran che degli altri paesi del mondo in cui si parla persiano, come il Tagikistan, l'Afghanistan e l'Uzbekistan. Dieci tra i seggi permanenti (su un totale di 25) sono riservati ad esperti di nazionalità non iraniana.